# Norgesmesterskabet i boksning 1923
Norgesmesterskabet i boksning 1923 blev arrangeret af Bokseforbundet ved Høibraatens Idrætsforening 17-18. marts i Drammens Theater og ved 
Sportsklubben Brage 24-25. marts i Arbeiderforeningens sal i Trondhjem.
Der blev ikke noget mesterskab i vægtklassen fluevægt. Stævnet blev afbrudt kl. 3 om
natten i Drammen. Peter Olai Sandstøl, Oddmund Gravem, 
Fredrik Michelsen og Arthur Olsen vandt kvartfinalerne og blev kvartmestere.

## Medaljevindere
Kongepokalen blev vundet i vægtklassen letsværvægt af Knut Espetvedt.

### Herrer
| Vægtklasse: | Guld:                    | Sølv:                                | Bronze:                  |
| Fluevægt    |                          |                                      |                          |
| Bantam      | Einar Nilsen Skar, KAK   | Jarl Bruu, Ørnulf                    |                          |
| Fjervægt    | Martin Hansen, Fagf.     | Fridtjof Andersen, Ørnulf            | Aage Pedersen, Bragerøen |
| Letvægt     | Johan Sæterhaug, Brage   | R. Michelsen, Ørnulf                 | G. Westby, Turnf.        |
| Weltervægt  | Aage Steen, Brage        | Edgar Christensen, Ørnulf            | Alf Simonsen, Ørnulf     |
| Mellemvægt  | Trygve Stokstad, Turnf.  | Øistein Nilsen, National (Sarpsborg) | O. Dybvik, Brage         |
| Letsværvægt | Knut Espetvedt, Bjørgvin | Wilhelm Hansen, Nordlys (Harstad)    | Johannes Røhme, Brage    |
| Sværvægt    | Arne Ingdahl, Brage      | J. Clausen                           | Karl Olsen               |

Aage Pedersen, Bragerøen vandt en sølvmedalje ifølge
jubilæums-udgivelsen, Drammens Atleklubb 50 år, men vandt en bronzemedalje i avisen Nidaros den 19. marts 1923.